# Aldeburgh
Aldeburgh [ˈɔːlbərə] ist eine rund 140 km nordöstlich von London gelegene Kleinstadt an der Nordseeküste der englischen Grafschaft Suffolk, die insbesondere durch das von Benjamin Britten mitbegründete Aldeburgh Festival bekannt ist. Der Ort ist als Seebad beliebt und für sein Angelrevier bekannt.

## Geschichte
Aldeburgh besaß im 16. Jahrhundert einen blühenden Hafen mit bedeutendem Schiffsbau. Das typische Aldeburgh Sprat-boat wurde hier gebaut. Als erste Stadt im Vereinigten Königreich hatte es seit 1908 einen weiblichen Bürgermeister, Elizabeth Garrett Anderson.

## Sehenswürdigkeiten
- Moot Hall: Versammlungshaus
- Kirche St. Peter and Paul: mit reicher Ausstattung und Gedächtnisfenster für Benjamin Britten von John Piper und Patrick Reyntiens.[1]
- Der Martello-Turm: als einziger Überrest des 1936 im Meer untergegangenen Fischerdorfs Slaughden
- Fort Green Mill: ehemalige Windmühle, aus dem Jahr 1824
- The Scallop: die Skulptur The Scallop, am Nordende des Strands von Maggi Hambling, ist aus dem Jahr 2003

## Regelmäßige Veranstaltungen
- Aldeburgh Festival: Das 1948 von Benjamin Britten, dem Sänger Peter Pears und dem Librettisten Eric Crozier gegründete Festival findet jährlich statt.

## Töchter und Söhne der Stadt
- George Crabbe  (1754–1832), Dichter, bekannt für Gedichte über das Leben einfacher Leute auf dem Land
- Benjamin Britten (1913–1976), Komponist, Dirigent und Pianist, lebte in Aldeburgh, gestorben ebenda

## Galerie

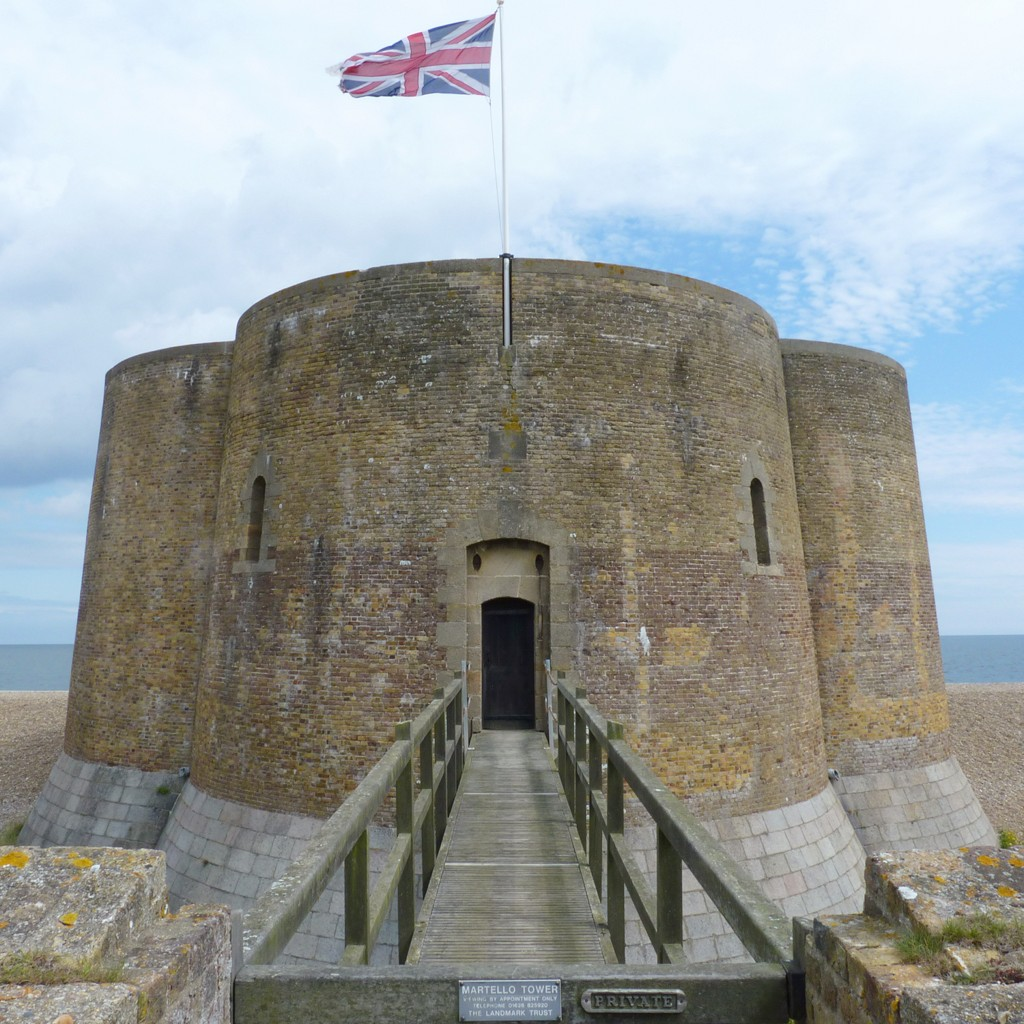
Martello-Turm
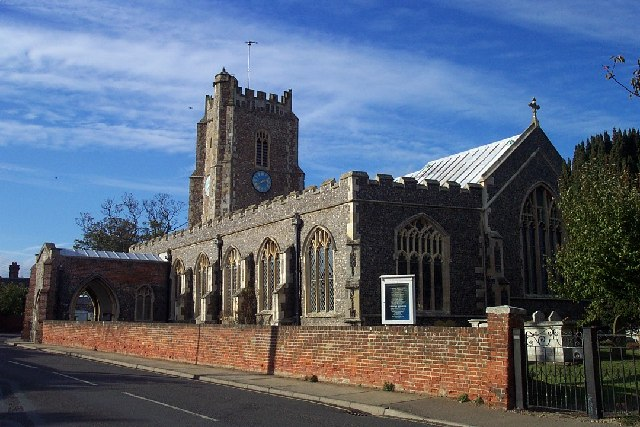
Kirche St. Peter and Paul
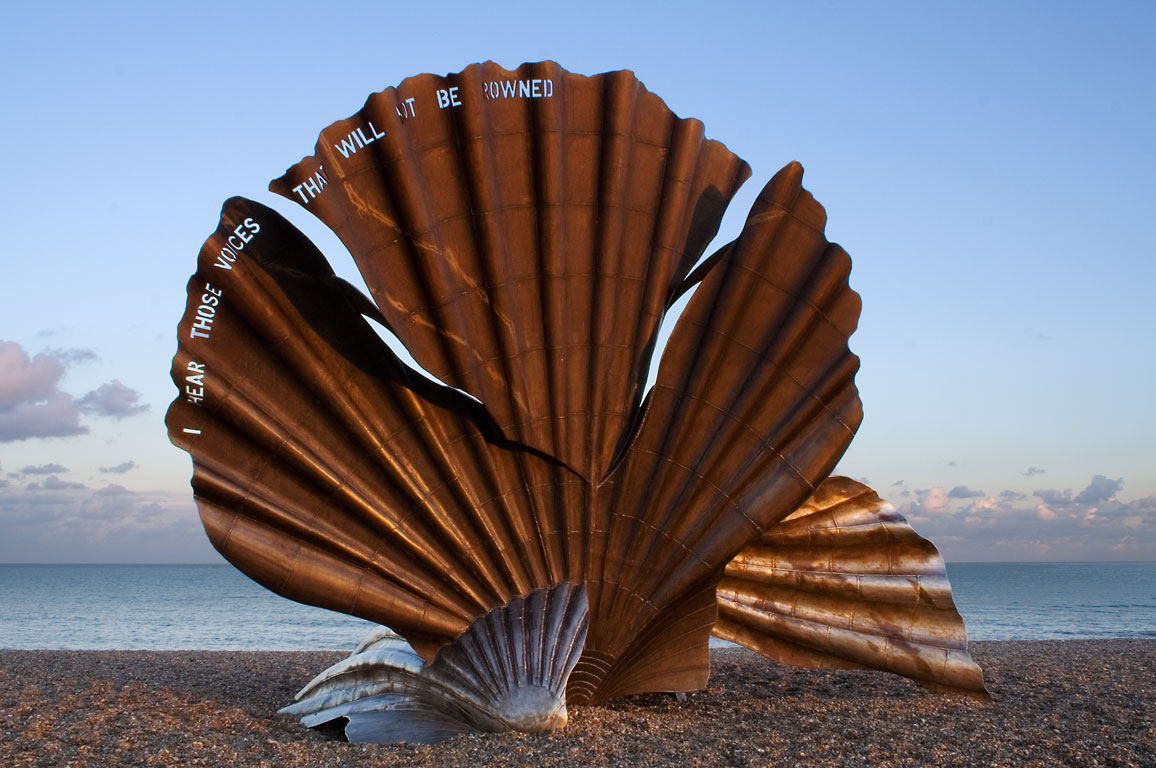
The Scallop